# إيف ماري أندريه
إيف ماري أندريه (بالفرنسية: Yves-Marie André)‏ هو كاتب وفيلسوف فرنسي، ولد في 22 مايو 1675 في شاتولن في فرنسا، وتوفي في 26 فبراير 1764 في كاين في فرنسا.